# Luz-Saint-Sauveur
Luz-Saint-Sauveur là một xã thuộc tỉnh Hautes-Pyrénées trong vùng Occitanie tây nam nước Pháp. Xã này nằm ở khu vực có độ cao trung bình 711 mét trên mực nước biển.